# 考波什堡大学
考波什堡大学（匈牙利文：Kaposvári Egyetem）是一所位于匈牙利考波什堡的公立大学，成立于2000年。位于Iregszemcse的健康科学中心和饲料作物研究所是大学的一部分。

## 院系
它的四个学院是：
- 动物科学学院
- 经济科学学院
- 教育学院
- 文学院